# Blankenese
Blankenese (pronúncia em alemãoⓘ) é um bairro suburbano no bairro de Altona, na parte oeste de Hamburgo, Alemanha; até 1938, era um município independente em Holstein. Está localizado na margem direita do rio Elba. Com uma população de 13.407 em 2016, hoje é amplamente conhecido como um dos bairros mais ricos de Hamburgo.

## História
Blankenese tem uma longa história como uma vila de pescadores ao longo do rio Elba.
Em 1060, o arcebispo Adalbert de Bremen construiu a residência de um reitor no local de um assentamento mais antigo na colina Süllberg. Mais tarde, as condes de Holstein construíram um castelo. Ambos foram destruídos através de Hamburgo.
Até 1927 Blankenese era uma cidade independente em Holstein e, em seguida, foi incorporada à cidade Altona por lei. Em 1938, Altona foi fundida em Hamburgo com a Lei da Grande Hamburgo.
Durante a Segunda Guerra Mundial, o subúrbio realizou um campo de cadetes para oficiais da Luftwaffe, que se tornou o QG 85 Group Signals para a Royal Air Force em 1945.

### Origem do nome
Blankenese vem do espaço em branco do baixo alemão, significando promontório branco no rio Elba.

## Geografia
Segundo os registros de 2006 do escritório de estatística de Hamburgo e Schleswig-Holsteins, Blankenese compreende uma área total de 8,3 quilômetros quadrados (3,2 milhas quadradas).
Blankenese está localizado ao sul de Sülldorf, a leste de Rissen e a oeste de Nienstedten. Para o sul é o ponto mais largo do rio Elba (2,8 km), que oferece várias oportunidades turísticas e de lazer, além de uma vista da fábrica da Airbus. 
As vistas deslumbrantes das porções de Blankenese em frente ao rio resultaram em propriedades altamente desejáveis e preços imobiliários caros. As residências íngremes nas encostas possuem muitas ruas pequenas para pedestres e 4.864 escadas. O Strandweg é o lar do Strand Hotel, construído em 1902, além de vários outros cafés e restaurantes. Existem dois faróis, um jardim romano, um museu de bonecas e muitos parques e trilhas para caminhada em Blankenese.

### Parques
- Baur's Park
- Bismarckstein Park
- Parque Gossler
- Hessepark
- Hirschpark (Parque dos cervos)
- Sven-Simon-Park

## Dados demográficos
Fatos da área Habitantes: 13.686 Dos quais menores de 18: 2532 Cerca de 65: 3758 Renda mediana: 117.139 € / (2013) Área: 7,7 km² Número de creches: 8 Número de escolas: 1 escola primária, 3 escolas secundárias, 1 escola do distrito Edifício residencial: 3424 Apartamentos: 6898 Médicos estabelecidos: 111 Crime em 2018: registrado: 868, esclarecido: 286 A densidade populacional era de 1.577 quilômetros quadrados. Da população total, 10,2% eram imigrantes. 189 pessoas foram registradas como desempregadas. Em 1999, havia 6.990 domicílios, dos quais 16,7% tinham filhos menores de 18 anos vivendo com eles e 47,1% de todos os domicílios eram compostos por indivíduos. O tamanho médio da família foi de 1,97.

## Educação
Existem 4 escolas primárias e 4 escolas secundárias: Marion Dönhoff Gymnasium, Gymnasium Blankenese, Bugenhagenschule am Hessepark e Gesamtschule Blankenese.

## Esportes
Desde 1997, a elite mundial do ciclismo dirige anualmente por Blankenese no curso dos EuroEyes Cyclassics (até 2005 HEW Cyclassics, até 2015 Vattenfall Cyclassics), a única corrida alemã do Tour Mundial. As ruas de Blankenese costumam ser incluídas no percurso várias vezes, já que os motoristas precisam atravessar a notória colina de Waseberg, que também está localizada no bairro, três vezes. É a principal dificuldade dentro da corrida.
Os clubes de futebol do SV Blankenese (fundado em 1903) e do FTSV Komet Blankenese (fundado em 1907) têm uma longa tradição no trimestre. 

## A infraestrutura
Um escritório local do escritório principal do distrito Altona, chamado Customer Center Blankenese, está localizado em Erik Blumenfeld Platz. O tribunal local Amtsgericht Hamburg-Blankenese está localizado na Dormienstrasse.
O Consulado Honorário do Reino de Marrocos (Al Mamlakah al Maghribiyah), estabelecido em Hamburgo em 1960, fica na rua In de Bargen.

### Comércio
Blankeneser Landstrasse e Blankenese Bahnhofstrasse formam o principal cruzamento das atividades comerciais em Bankenese. Enquanto as lojas, bancos e correios estão abertos normalmente, de segunda a sábado, o popular mercado do fazendeiro público está disponível apenas às terças, sextas e sábados.

### Sistemas de saúde
O hospital Tabea GmbH, localizado na Kösterbergstrasse, possui 32 camas e é especializado em cirurgia de quadril e joelho e cirurgia de varizes.
Existem 73 médicos em consultório particular e 5 farmácias.

### Transporte

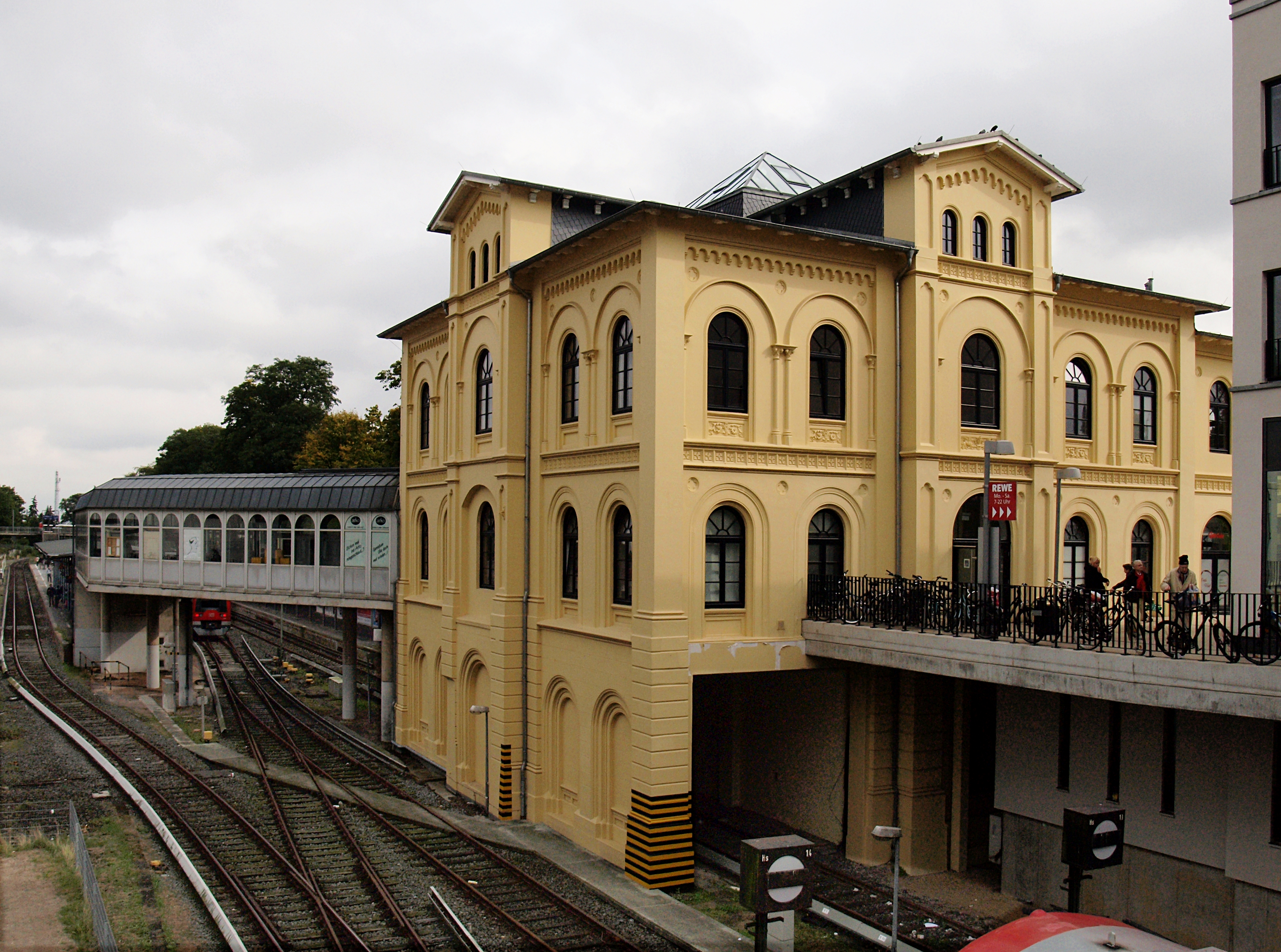
Estação Blankenese

Blankenese é atendido pelo sistema de trânsito rápido do S-Bahn com a estação Blankenese e vários ônibus da organização de transporte público. De acordo com o Departamento de Veículos Motorizados (Kraftfahrt-Bundesamt), havia 6.333 carros particulares registrados (486 carros/1000 pessoas). No verão de 2008, a principal estação ferroviária de Blankenese foi completamente reconstruída. 
A orla marítima de Blankenese é servida muitas vezes ao dia por vários serviços de transporte aquático. Existem muitas boias no rio para ajudar a guiar todos os tamanhos de embarcações, pois essa parte do rio tem muitos cardumes e está sujeita às marés.

### Farol
Existem dois faróis, o Farol Baixo Blankenese, com 42m de altura e 3 decks de plataforma para visitantes em Strandweg, e o Farol Alto Blankenese de 40m de altura no Bauerspark. Ambos formam uma linha juntos para o rio Elba para os navios que chegam. 

### Waterworks

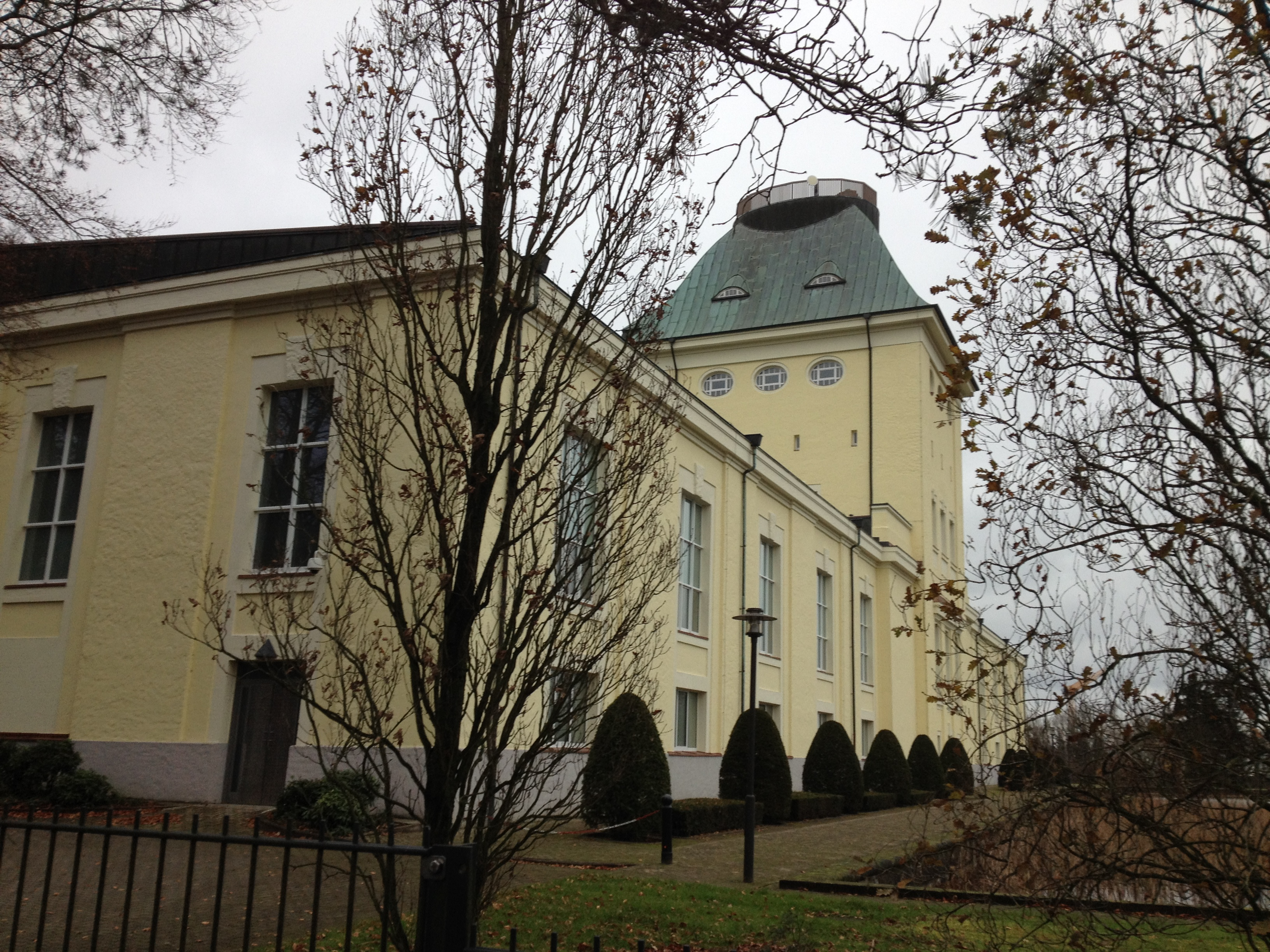
O sistema hidráulico no Baursberg.

Na colina de Baursberg, o sistema hidráulico de mesmo nome está localizado desde 1859, abastecendo os subúrbios ocidentais de Hamburgo e também a cidade vizinha de Schenefeld. 

## Naufrágios

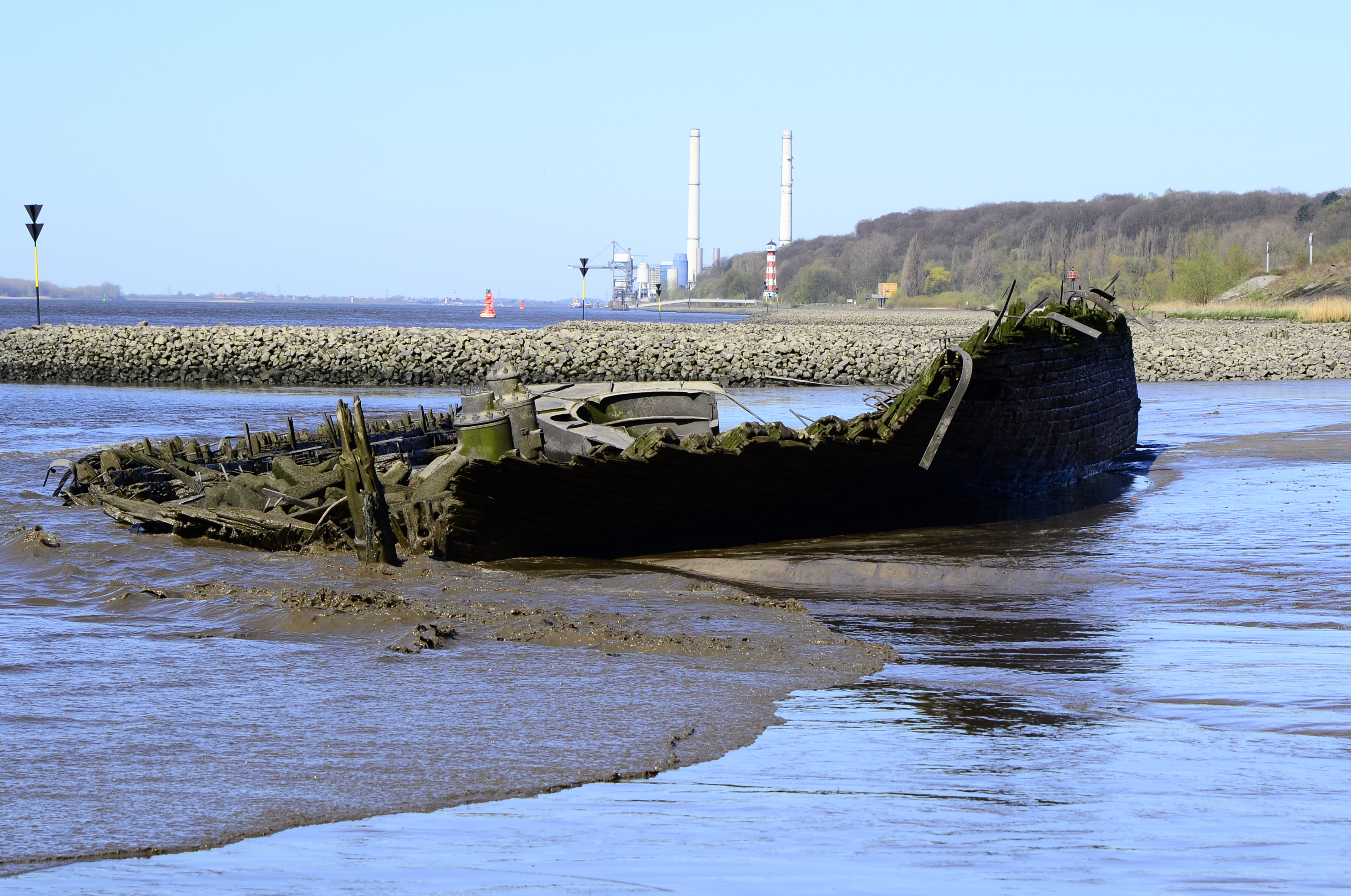
Polstjernan

Os cascos dos dois navios afundados a seguir estão localizados fora do principal estreito de expedição internacional. Eles foram destinados à remoção, pois podem representar um risco para o tráfego marítimo recreativo. No entanto, eles oferecem vistas panorâmicas e são populares entre os habitantes locais, portanto, foram autorizados a permanecer lá:

### Polstjernan
Os restos mortais da escuna polstjernan (estrela polar) de quatro mastros da Finlândia, que pegou fogo em 20.10.1926 no atual Kiel Canal e foi rebocado pela empresa de resgate Harmstorf, de Blankenese. Localização: Pelo banco chamado Falkensteiner Ufer, casa no. 26) Coordenadas UTM: 5934830.59 N, 552083.28 E É possível alcançar os destroços na maré baixa sem molhar os pés. Sua carga de madeira pegou fogo quando um motor explodiu enquanto passava pelo Canal Kaiser Wilhelm (hoje Kiel Canal). Ela foi então, alguns dias depois, rebocada para Blankenese, onde estava temporariamente atracada. Suas seguradoras contestaram a responsabilidade pelos destroços e permaneceram lá desde então. Como os destroços tendiam a flutuar em condições de inundação, foram pesados com sucata de peças submarinas após a Segunda Guerra Mundial e, desde então, têm sido usados como quebra-mar.

### Uwe

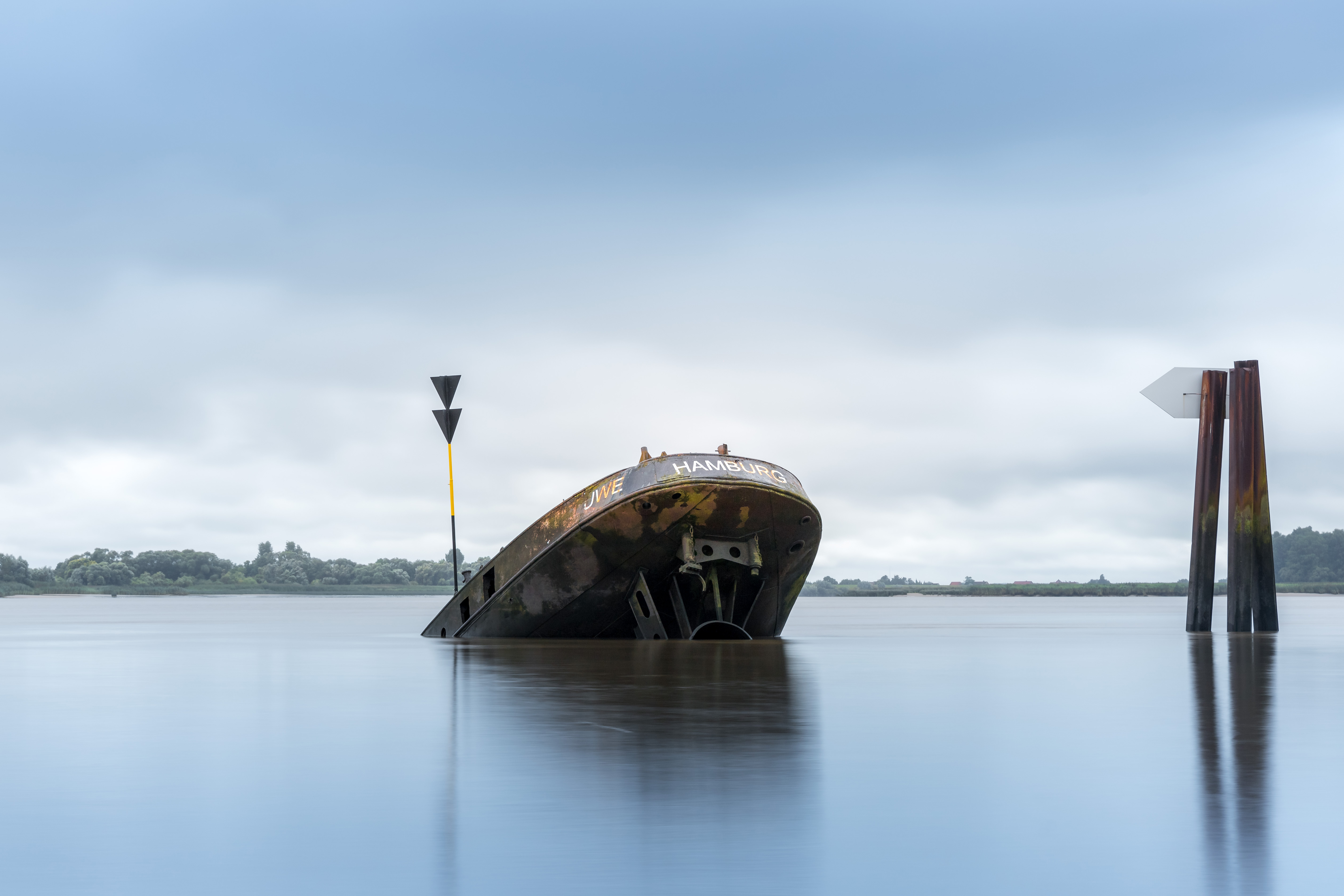
Uwe

A poucos metros do Polstjernan fica o que resta da barcaça Uwe, afundada lá em 1975 após colidir contra a montanha Wiedau. O Uwe foi despedaçado e, embora a maioria desses pedaços tenha sido finalmente rebocada para o porto, ficou evidente que a popa era muito pesada e foi deixada entre o Polstjernan e o Farol de Blankenese, onde permanece até hoje.

## Pessoas notáveis
- Rudolph Crasemann
- Johann Cesar VI. Godeffroy
- Karen Horney

## Presença na Web
Blankense tem seu próprio site, que publica fotos recentes e eventos de notícias para seus moradores.
Além disso, é possível visualizar feeds de webcam ao vivo do rio Elba, começando pelo porto até Cuxhaven. Essas webcams permitem que os visitantes virtuais de Blankenese assistam a muitos contêineres comerciais e navios de recreio subir e descer o Elba em tempo real. 

## Relações Internacionais

### Cidades gêmeas - cidades irmãs
Blankenese é geminado com: 
- Gladsaxe, Dinamarca (desde 1962)